# Jazz (manzana)
Jazz es el nombre registrado de la variedad cultivar de manzano (Malus domestica) 'Scifresh' que ha sido desarrollado en Nueva Zelanda como parte de una colaboración entre el distribuidor de manzanas ENZA, los horticultores y el instituto neozelandés  Plant & Food Research, siendo el resultado de un cruce natural entre una manzana 'Royal Gala' y una manzana 'Braeburn'. El cruce original se hizo en 1985 en árboles en Goddard Lane, Havelock North, Hawkes Bay, Nueva Zelanda.

## Sinónimos
- 'Scifresh'
- 'Skyfresh'

## Historia
'Scifresh' se encuentra cultivado en el National Fruit Collection .

## Características
La manzana 'Scifresh' tiene la misma paternidad que la 'Kanzi' de Bélgica y son similares en sabor y apariencia. La textura de la variedad 'Jazz' es más dura. Los catadores han votado por el 'Kanzi' en lugar del 'Jazz'  'Kanzi' además es firme y bastante crujiente, bastante jugoso, ligeramente picante en lugar de dulce, con un sabor agradable y suave. 'Scifresh' se utiliza principalmente para consumo fresco.
La variedad 'Jazz' tiene una carne dura y crujiente pero jugoso. El color es rojo y granate sobre tonos de verde, amarillo y naranja.
Los productores cultivan manzanas 'Jazz' bajo licencia en Nueva Zelanda, Reino Unido, Estados Unidos, Australia, Francia, Chile, Italia, Suiza y Austria. Cultivada en los hemisferios norte y sur, está disponible todo el año.
Los árboles tardan entre cuatro y cinco años en comenzar a producir frutos.

Manzanas 'Jazz'
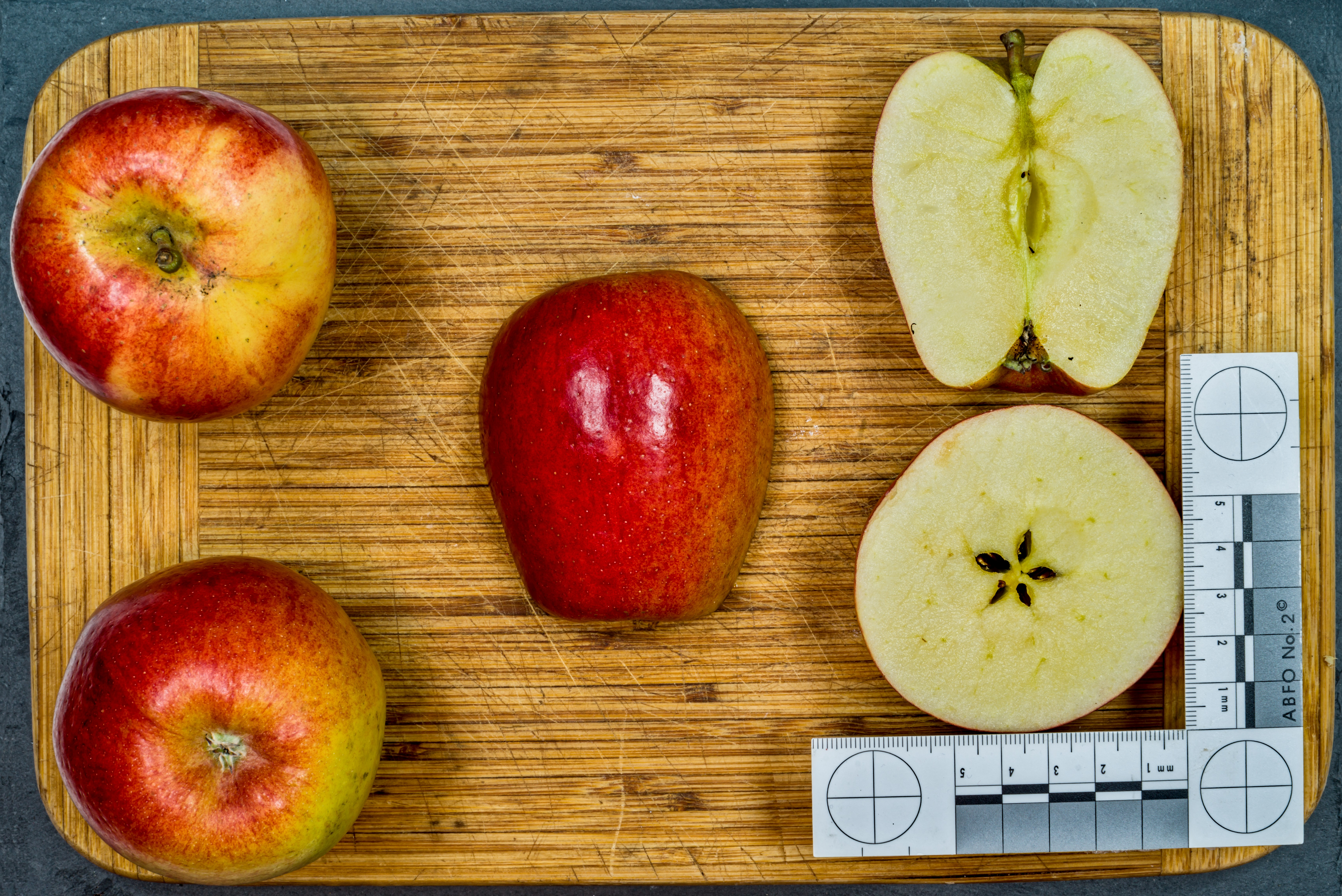
Manzana 'Jazz' cortada
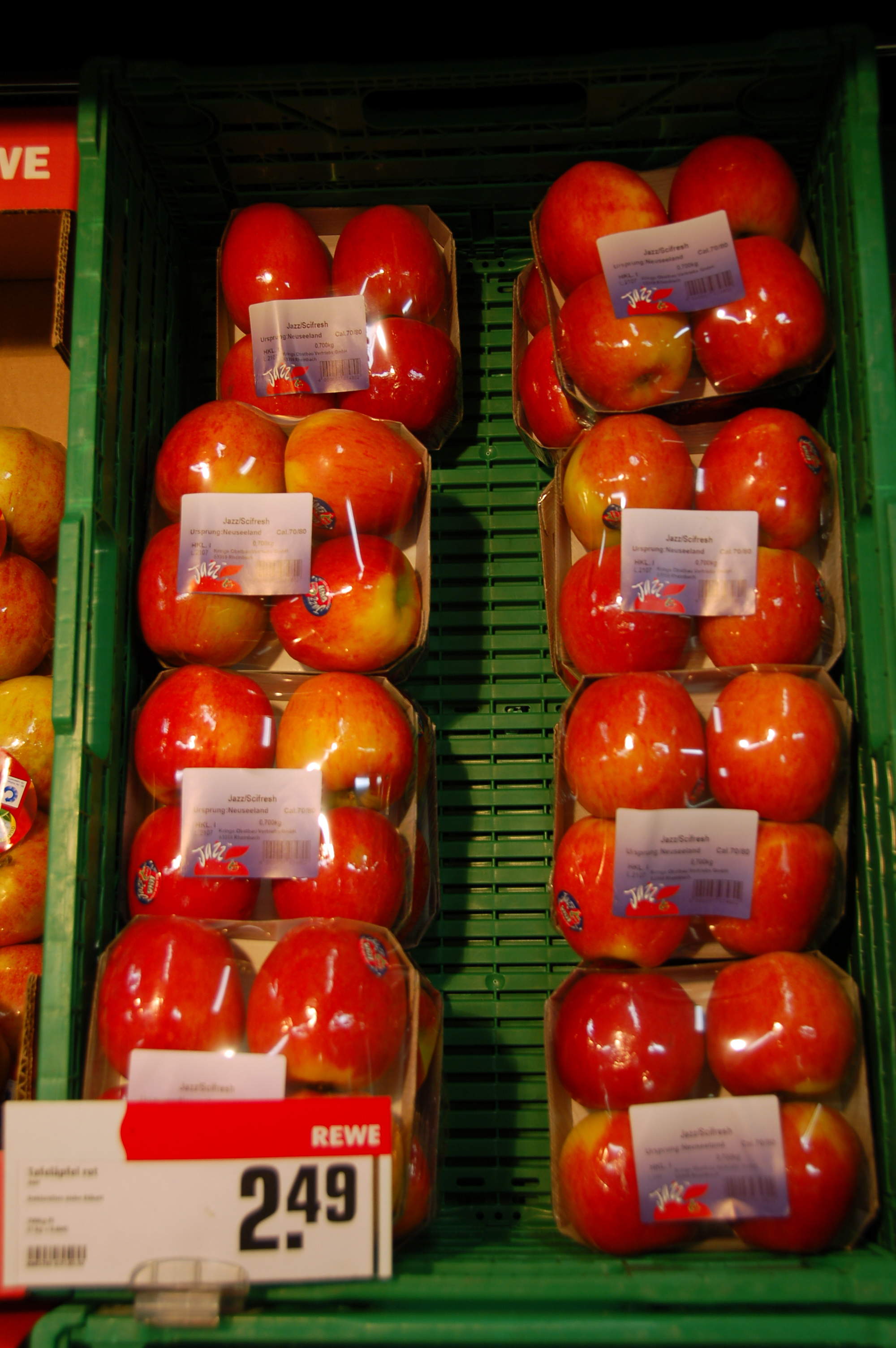
Manzana 'Jazz'
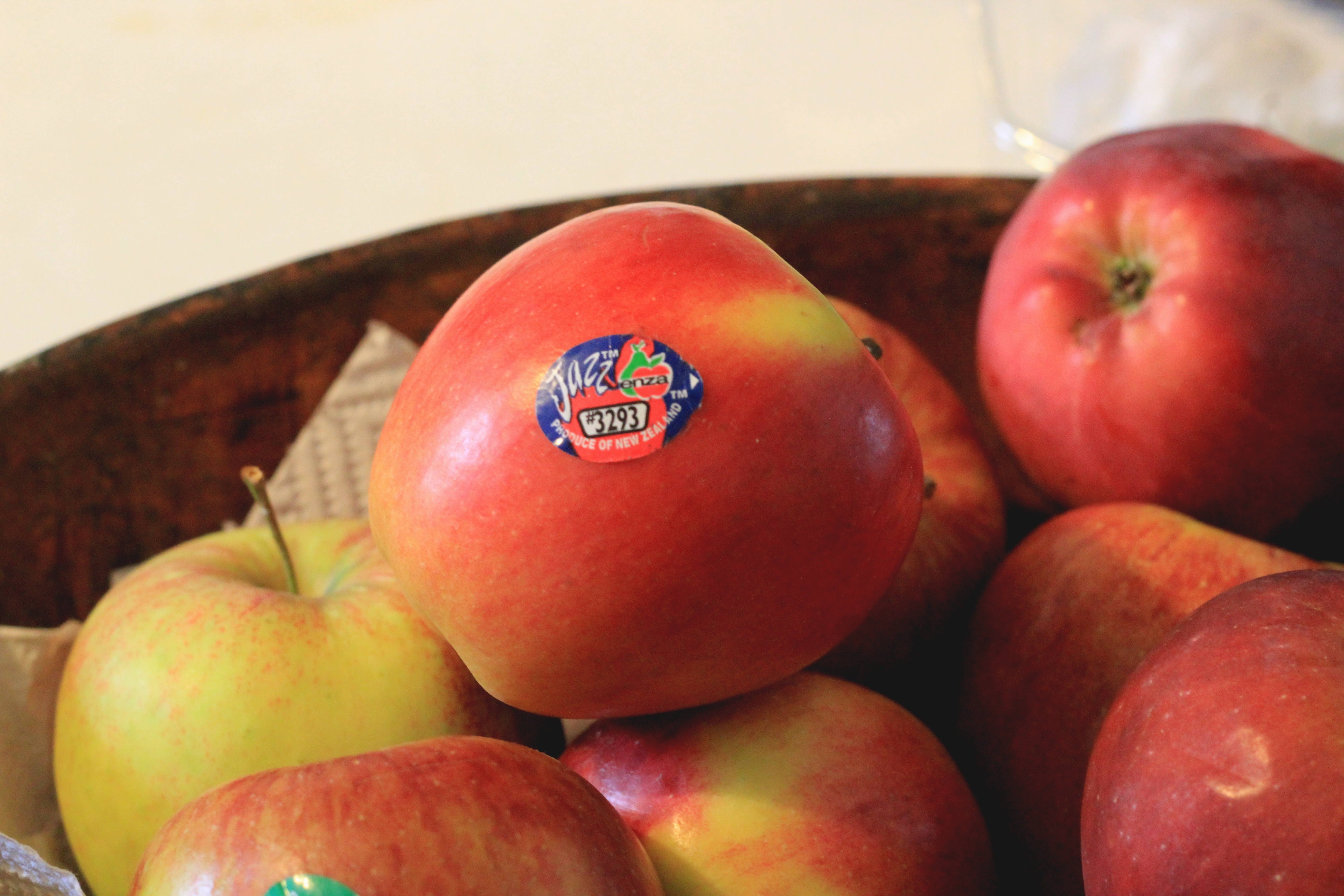
Manzana 'Jazz'